# Ampelita julii
Ampelita julii es una especie de molusco gasterópodo de la familia Acavidae en el orden de los Stylommatophora.

## Distribución geográfica
Es  endémica de Madagascar.